# Damvillers
 Damvillers  es una población y comuna francesa, en la región de Lorena, departamento de Mosa, en el distrito de Verdún y cantón de Damvillers.
La villa perteneció al Ducado de Luxemburgo, en 1552 Enrique II ocupa la ciudad el 11 de junio, aunque la tiene que devolver a los Países Bajos españoles en 1559 por la Paz de Cateau-Cambrésis. Tomada de nuevo por Francia el 25 de octubre de 1637. Pasa finalmente a poder francés en 1659, con la firma del Tratado de los Pirineos.

## Demografía
| 582 | 588 | 631 | 674 | 627 | 620 |
| Para los censos de 1962 a 1999 la población legal corresponde a la población sin duplicidades (Fuente: INSEE [Consultar]) |     |     |     |     |     |